# オスカル・ルイス
オスカル・フリアン・ルイス・アコスタ（Óscar Julián Ruiz Acosta, 1969年11月1日 - ）はコロンビア出身のサッカー審判員。1995年からFIFAの国際審判として活動している。身長185cm。
母国語であるスペイン語の他にポルトガル語、英語を使用できる。

## 担当した主な国際大会

### 2002 FIFAワールドカップ
2002 FIFAワールドカップでは3試合を担当した。
- グループC: トルコ vs 中華人民共和国
- グループD: 大韓民国 vs ポーランド
- 準々決勝: セネガル vs トルコ

### 2006 FIFAワールドカップ
2006 FIFAワールドカップでは1試合を担当した。
- グループC: オランダ vs コートジボワール

### 2010 FIFAワールドカップ
2010 FIFAワールドカップでは2010年6月24日現在2試合を担当している。
- グループA: フランス vs 南アフリカ[1]
- グループB: ギリシャ vs ナイジェリア